# 제1차 하리코프 전투
제1차 하리코프 전투(러시아어: Харьковская операция 1941 года, First Battle of Kharkov)는 1941년 10월 소련의 우크라이나 SSR 하리코프(현 하르키우)에 일어난 전투에 빌헬름 카이텔이 이름붙인 전투명이다. 이 전투는 바르바로사 작전의 마지막 전투 중 하나로 나치 독일 남부 집단군 산하 제6군과 소련 남서부 전선군 간의 전투이다. 소련의 제38군은 하리코프 내의 공장들을 동부 멀리로 재배치하는 동안 도시를 방어하며 시간을 끌라는 명령을 받았다.
독일 6군은 제4기갑군과 제17군 사이의 넓은 간격을 닫기 위해 반드시 도시를 점령해야 했다. 10월 20일 독일군은 하리코프 서부 외곽에 도달했으며, 10월 27일에는 제57보병사단이 도시를 장악했다. 하지만 완전히 도시를 장악한 시점에서는 하리코프 내 대부분의 공장은 이미 해체되어 이전했거나 사용 불가능하도록 파괴된 상태였다.

## 같이 보기
- 제2차 하리코프 전투
- 제3차 하리코프 전투

## 참고 문헌
- Chen, Peter (2004년). “First Battle of Kharkov”. 《World War II Database》. 2016년 10월 7일에 확인함.
- First battle of Kharkov. Retrieved 14-08-2011
- Glantz, David M. (2001). Before Stalingrad, Tempus Publishing Ltd. ISBN 0-7524-2692-3
- Kharkiv News 보관됨 2012-09-23 - 웨이백 머신
- Kiessling, Hannes (2007–2011). Bericht über die Einnahme von Charkow, 57.Infanterie-Division. Retrieved 14-08-2011
- Kirchubel, Robert (2003). Operation Barbarossa 1941: Army Group South, Praeger Publishers. ISBN 0-275-98282-3
- Margry, Karel (February 2001). "Kharkov", After The Battle, Issue 112, p. 3–45
- Memoir of Kharkiv’s History
- Ukrainian Historical Journal